# Mederico di Autun
Mederico di Autun, in lingua francese Saint Médéric o anche saint Merri o saint Merry o ancora saint Méry (Morvan, ... – Parigi, 29 agosto 700), è stato un presbitero e abate francese.

## Biografia
Nato da una famiglia illustre della zona di Autun, fu offerto all'età di tredici anni come oblato all'abbazia di San Martino di Autun. Egli vi ricevette una formazione fatta di preghiere, obbedienza e castità. L'oblato, incoronato di fiori, doppio simbolo d'innocenza e di sacrificio, fu condotto alla chiesa circondato dai parenti e dai loro amici più vicini. I religiosi, riuniti nel coro, pregavano per colui la cui adozione stava per iniziare nel lavoro e nella gioia di una nuova famiglia. Il celebrante cominciò l'ufficio divino e richiamò sulla sua testa la grazia di Cristo. Dopo la lettura del Vangelo, l'oblato si avvicinò all'altare portando un'ostia e un calice con un po' di vino che il prete ricevette come caparra al Signore. Il padre o i suoi genitori avvolsero la sua mano e le sue offerte nell'imbottitura della nappa dell'altare, che si stese su di lui in segno di adozione da parte della Chiesa. Dopo aver prevenuto il giovane sull'austerità della vita monastica, gli fu letta la regola di san Benedetto e i genitori s'impegnarono per lui. Gli fu rasa la capigliatura ed egli rivestì il saio del monaco. Egli non avrebbe avuto diritti sull'eredità paterna. Verso i quindici anni fu ammesso alla professione. I parenti ricchi fecero un'offerta al monastero.
Mederico stupì la cinquantina di suoi condiscepoli con l'osservanza di una disciplina rigorosa. Pane d'orzo ammorbidito nell'acqua era il suo solo nutrimento, che egli non assumeva che due volte la settimana. Gli occhi sempre fissi al Crocifisso, egli portava un cilicio sotto il saio. Egli visse così per molti anni, celandosi agli altri monaci. Ma la sua reputazione di santità passò le porte del convento e la celebrità venne a cercarlo al fondo del chiostro.

Quando, verso il 680, morì Heroaldo, abate di San Martino di Autun, fu del tutto naturale che i monaci lo eleggessero, seguendo il consiglio del vescovo di Autun, Hermenarius, che raccomandò loro di scegliere un pastore «…capace di slavare il gregge del Cristo dai denti del lupo». Dopo tre giorni di digiuno i monaci si riunirono nella chiesa della loro abbazia, cantarono la Messa del Santo Spirito, intonarono il Veni Creator Spiritus e procedettero alla elezione del loro abate scegliendo Mederico all'unanimità. La folla accorse al monastero. Il vescovo, volendo proclamarlo dall'alto dell'ambone, si rivolse al nuovo abate:
(Vita S. Mederici)
Più veniva elevato, più egli si scansava. Questa nuova vita non tardò a pesargli. I suoi numerosi miracoli attraevano le folle. Non trovando più in quei luoghi la pace e la comunione profonda con Dio, Mederico decise di ritirarsi nella solitudine delle foresta del Morvan per rimanere finalmente solo con Dio. Costruì quindi una cella a una certa distanza da Autun ma il suo segreto fu presto violato poiché i suoi monaci, caduti nella tristezza a causa della sua scomparsa, partirono alla sua ricerca. Mederico non li voleva seguire e questi si rivolsero al vescovo che, minacciandolo di scomunica, lo fece rientrare nel monastero.
Tra i suoi religiosi, il giovane monaco Frodulfo, detto anche san Frou, era vicino al maestro che lo aveva tenuto sul fonte battesimale e lo aveva educato per portarlo ai più alti livelli di perfezione. Frodulfo, desideroso di solitudine come il suo maestro, gli propose un pellegrinaggio alle tombe dei santi Dionigi e Germano, quest'ultimo loro compatriota, abate dell'abbazia di san Sinforiano di Autun prima di diventare vescovo di Parigi.
I due monaci intrapresero questo cammino verso Parigi, durante il quale moltiplicarono i loro miracoli. Mederico, invecchiando, patì nel fare a piedi questo viaggio e cadde ammalato quando giunse alla Collegiale di San Martino di Champeaux, vicino a Melun, ove i due si trattennero parecchi mesi.
Essi trascorrevano numerose ore in preghiera nella chiesa conventuale. Talvolta andavano fino a Melun per la questua: udendo alcuni prigionieri gemere dal fondo della loro cella, Mederico, commosso, chiese a Dio la loro liberazione e le porte del carcere si aprirono da sole. Tardando la sua guarigione, egli lasciò il monastero di Champeaux e la popolazione gli fece molti regali, che egli si affrettò a distribuire ai poveri.
Nel percorso verso Parigi, egli guarì dalla febbre un pover'uomo di nome Ursus; una donna di nome Benedetta recuperò la Grazia per sua intercessione. Giunto a Bonneuil-sur-Marne venne a sapere che due ladri erano in ceppi ed egli chiese a Dio la sua intercessione, ottenendone la liberazione. Presso Charenton-le-Pont, egli liberò un altro malfattore. Fu nuovamente costretto a fermarsi per la fatica. Fu in questo luogo disabitato che venne innalzata una cappella per onorare la sua memoria e alcune case furono costruite intorno ad essa, formando il futuro comune di Saint-Méry. I due santi decisero di fare una deviazione per arrivare alla tomba di san Dionigi e fecero tappa a Thomery.
Mederico giunse a Parigi, ove trovò alloggio vicino alla chiesa di Saint-Pierre-des-Bois, in una cella aperta giorno e notte per i viandanti. Egli riposò quindi il corpo, rotto dalla fatica e dalla malattia. Colà, vivendo da recluso, servì Dio per due anni e nove mesi dopo aver raggiunto con gioia lo scopo del suo pellegrinaggio ed essersi inginocchiato a  Saint-Germain-des-Prés davanti alla tomba dell'illustre abate di San Sinforiano di Autun.
Si spense il 29 agosto e venne sepolto nella cappella di San Pietro (futura chiesa di Saint-Merri a Parigi). La sua tomba divenne oggetto di una vera e propria venerazione, tanti furono i suoi miracoli e Carlo il Calvo vi stabilì un culto in suo onore. Questa chiesa divenne in seguito troppo piccola e, caduta in rovina, fu fatta ricostruire e trasformata in basilica da Oddone il Falconiere. Tiberto, abate dell'Abbazia di Fleury, prete nell'884, sollecitò il vescovo di Parigi, Gozzelino (834-886), affinché provvedesse alla traslazione.
Le ossa del santo furono estratte e poste in una cassa d'argento, arricchita di pietre preziose e sostenuta da due angeli, nella parte superiore dell'altare. Adalardo, antico conte di Autun, nella circostanza fece ricche donazioni alla nuova chiesa che fu chiamata di San Pietro e di San Mederico. L'abbazia di Champeaux, onorata in precedenza dalla sua presenza, ricevette una parte delle sue reliquie. 
Rimasto solo, Frodulfo rientrò nell'abbazia di San Martino di Autun.

## Iconografia
- 1640 - di Simon Vouet, (1590-1649); San Mederico libera alcuni prigionieri, chiesa di St Méry a Parigi.